# Verkor
Verkor est une entreprise française fondée en 2020 sur la presqu'île scientifique de Grenoble pour développer et produire des batteries de véhicules électriques, basées sur la technologie lithium-ion et présentant un taux élevé de recyclabilité. [réf. nécessaire]

## Historique
Le projet de création de cette entreprise était dans les cartons depuis le premier semestre 2019, à l'incitation notamment de l'Institut européen d'innovation et de technologie (EIT InnoEnergy), dont le siège français est à Grenoble, qui avait acquis une bonne connaissance des potentiels et des besoins en Europe, ainsi qu'une expérience de développement industriel dans ce domaine. Schneider Electric et le groupe IDEC, ayant chacun une implantation à Grenoble, complètent alors le tour de table, et la fondation de la société anonyme a lieu en juillet 2020. Benoit Lemaignan, président du directoire en 2022, rejoint le groupe en août 2019.
Le nom de la nouvelle entité est déterminé au printemps 2020 en liaison avec le personnel.
En février 2021, l'ESN Capgemini, fondée en 1967 à Grenoble, entre au capital de Verkor,,.
En février 2023, la startup rejoint le Next40.

## Développement industriel
Un an après sa fondation, en juillet 2021, sur une levée de 100 millions d'euros,  cinq nouveaux partenaires rejoignent la société, dont Renault Group à hauteur de 20 %, ainsi que EQT Ventures, Arkema, Tokai COBEX, Demeter FMET. Ces fonds sont destinés à la construction à Grenoble d'un centre de recherche et développement avancé (« Verkor Innovation Center (VIC) ») et d'une ligne pilote de cellules de batterie haute performance,,,.
Dans une interview donnée le 1er février 2022 à La Voix du Nord, le président de la République Emmanuel Macron annonce « la construction à Dunkerque de la première Gigafactory de cellules de batteries bas carbone en France. Mené par la jeune pousse grenobloise Verkor, le projet va générer 2 000 emplois directs à terme et 3 000 indirects ».
Le futur site étant soumis à la directive Seveso, son plan de développement débute par une phase d'un an d'étude avec la Commission nationale du débat public. La construction du bâtiment doit donc démarrer début 2023. L'année 2024 verra l'installation des machines et des outillages industriels, les premières batteries devant sortir début 2025 pour alimenter les premiers véhicules mi-2025. À cette date, le nombre d'emplois créés sera de 1 200, la capacité de production du site sera de 16 GWh par an, de quoi équiper 300 000 véhicules, et aura nécessité un investissement d'un millard et demi d'euros. À l'horizon 2030, la capacité pourra être portée à 50 GWh par an pour équiper un million de véhicules, ce qui impliquera un investissement supplémentaire d'un milliard d'euros, et d'autres embauches. Grenoble conservera le centre de recherche et développement,.
Le 29 mars 2022, la presse annonce la conclusion d'un « partenariat stratégique » avec l'entreprise Plastic Omnium, qui apporte 20 millions d'euros au capital de Verkor,.
Le 2 novembre 2022, Verkor annonce avoir réuni le financement de plus de 250 millions € nécessaire pour la construction de son centre d'innovation à Grenoble : la Banque européenne d'investissement lui accorde un prêt de 49 millions € à un taux préférentiel, 51 millions € de financements bancaires sont apportés par Santander et la Société générale, grâce à la garantie fournie par la Bpifrance ; plus de 80 millions € d'obligations convertibles ont été sécurisés au premier semestre, auprès de fonds d'investissement comme Demeter, et des industriels comme Schneider Electric et l'équipementier Plastic Omnium ; les fondateurs et les salariés de Verkor participent à hauteur de 2,5 millions € ; les 70 millions € restants sont apportés par le groupe Idec, qui assure le portage de l'immobilier pour le centre d'innovation. Quant à la future usine de Dunkerque, son financement de 1,5 milliard € devra être réuni au premier trimestre 2023.
Pour l'année 2022, le Project Management Institute (PMI) classe le projet de gigafactory de Verkor en tête de la branche énergie au niveau mondial.
En avril 2023, Renault et Verkor présentent un accord commercial de long terme portant sur la fourniture de 12 GWh par an de batteries électriques, ce qui représente les trois quarts de la capacité de l'usine prévue en 2025,.
En mai 2023, Les Échos annoncent que l'investisseur australien Macquarie, l'un des plus gros fonds mondiaux en infrastructures, serait prêt à investir de l'ordre de 500 millions d'euros pour la construction de la future usine de batteries de Dunkerque. La Caisse des dépôts, la Banque européenne d'investissement et Bpifrance devraient contribuer au financement de cet investissement de 1,5 milliard d'euros. Les implantations de compétiteurs se concentrant dans la région cette même année, celle-ci émerge alors comme une « vallée de la batterie ».
Fin juin 2023, Verkor inaugure à Grenoble son « Verkor innovation centre », qui comprend un centre de formation et une usine pilote de batteries pour les véhicules électriques d'une capacité de 150 MWh par an, de quoi équiper 15 000 véhicules.
Le 14 septembre 2023, Verkor annonce avoir réuni « plus de 2 milliards d'euros », dont 850 millions en apport de capital, pour assurer la construction à Dunkerque de la gigafactory de batteries qui doit approvisionner le groupe Renault. Ces fonds proviennent de l'australien Macquarie, principal investisseur, du fonds d'infrastructure français Meridiam, de Crédit Agricole Assurances et du Fonds stratégique de participation, créé en 2013 par plusieurs assureurs pour investir dans l'industrie. A cette levée de fonds s'ajoutent des prêts de 600 millions € consentis par la Banque européenne d'investissement et environ 650 millions € apportés par l'État dans le cadre du plan France 2030, la région Hauts-de-France (60 millions €) et la communauté urbaine de Dunkerque (30 millions €).